# Benjamin Legrand
Pour les articles homonymes, voir Legrand.
Benjamin Legrand est un écrivain français né le 16 octobre 1950 à Paris. Fils de Raymond Legrand et de Paulette Bonimond, il est le demi-frère de Michel Legrand, le frère du peintre Olivier Legrand et le père de l'acteur Nadir Legrand.

## Biographie
Il est l'auteur de polars comme Le Cul des anges et de romans d'anticipation comme La Face perdue de la lune.
Il est le traducteur d’écrivains de langue anglaise, dont Tom Wolfe, Paul Cleave, Robert Ludlum, Kent Haruf, Nelson DeMille ou Tim Willocks.
Au cinéma, il est d'abord assistant-réalisateur de réalisateurs comme Édouard Molinaro, et de la Nouvelle Vague comme Jacques Demy ou Jacques Rivette, et collabore à de nombreux films publicitaires. Il élabore également des scénarios pour le cinéma ou la télévision. Avec Amélie Aubert et Philippe Druillet, il crée la série télévisée d'animation Xcalibur diffusée à partir de 2002 sur Canal+.
Il écrit ou coécrit des scénarios pour la bande dessinée avec Jacques Tardi (Tueur de cafards), Philippe Druillet et Jean-Marc Rochette (Requiem blanc et Le Transperceneige).
Il siège au conseil d’administration de la Société des auteurs et compositeurs dramatiques.

## Œuvre

### Romans
- 1980 : Histoire d'un dealer
- 1982 : Le Matou
- 1978 : Le Bronx
- 1985 : Le Temps qui passe
- 1996 : La Mécanique des ombres, Denoël
- 1998 : Avril et des poussières, Denoël
- 1999 : Lovely Rita, Gallimard, Série noire
- 2001 : La Face perdue de la lune, Flammarion, coll. « Imagine »  (ISBN 2-08-068071-4).
- 2010 : Adèle Blanc-Sec, le roman du film  (coauteur avec Tardi)
- 2011 : Le Cul des anges
- 2012 : Un escalier de sable

### Scénarios de bande dessinée
Avec Jacques Tardi
- Tueur de cafards, Casterman, 1984

Avec Jean-Marc Rochette
- Requiem blanc
- Le Transperceneige, bande dessinée adaptée au cinéma par Bong Joon Ho sous le titre Snowpiercer, un film sorti en août 2013 avec Chris Evans, Tilda Swinton, John Hurt et Ed Harris
- L'Or & l'Esprit, premier tome d'une série nommée Le Tribut rééditée sous ce titre en intégrale par Cornélius en 2016

Avec Philippe Druillet
- Lone Sloane - Delirius 2

Avec Luc Jacamon
- La Religion, d'après un roman de Tim Willocks, Casterman

1. Tannhauser, 2016
2. Orlandu, 2017

### Traductions
- 1981 : Histoires de Mr. Snoïd (La Crise) de  Robert Crumb
- 1983 : Li'l Abner de Al Capp
- 1983 : Dickie Dare de Milton Arthur Caniff
- 1986 : L'Héritage Scarlatti de Robert Ludlum
- 1982 : La Mosaïque Parsifal de Robert Ludlum
- 1990 : Le Bûcher des vanités de Tom Wolfe
- 1986 : La Prophétie des ombres de John A. Keel et Pierre Lagrange
- 1998 : SOS ! Vol en péril de Nelson DeMille et Thomas Block
- 1999 : Un homme, un vrai de Tom Wolfe
- 1999 : Embuscade à Fort Bragg de Tom Wolfe
- 2000 : L'Île des fléaux de Nelson DeMille
- 2001 : Le Chant des plaines de  Kent Haruf
- 2001 : Sonne le glas de la terre, de James P. Blaylock
- 2001 : Une tête pour une autre de  Bayer William
- 2002 : Le Testament de John Grisham
- 2004 : La Mort dans la peau de Robert Ludlum
- 2009 : Box-office : Don Simpson et la culture hollywoodienne de l'excès de Charles Fleming
- 2009 : Embuscade à Fort Bragg de Tom Wolfe
- 2011 : La Vengeance du Lion de Nelson DeMille
- 2010 : Starvation Lake de Bryan Gruley
- 2010 : Un employé modèle de Paul Cleave
- 2011 : Absente de Megan Abbott
- 2011 : La religion de Tim Willocks
- 2012 : Doglands de Tim Willocks
- 2014 : Les 12 enfants de Paris  de Tim Willocks

## Filmographie

### Scénariste
- 1988 : Cinq jours en juin de Michel Legrand
- 1992 : L'Affût de Yannick Bellon
- 1999 : Doggy Bag réalisé par Frédéric Comtet
- 2003 : Kaena, la prophétie réalisé par Chris Delaporte et Pascal Pinon : Contribution aux dialogues
- 2003 : Lovely Rita réalisé par Stéphane Clavier : scénariste d'après son propre roman
- 2004 : Au secours, j'ai 30 ans ! (coscénariste) Marie-Anne Chazel
- 2015 : Avril et le Monde truqué : idée originale et scénario.

### Acteur
- 1983 : Merry-Go-Round de Jacques Rivette

### Télévision
- Sauveur Giordano - Saison 4
- Nestor Burma - Saison 7 et 8